# Чёрный, Олег Николаевич
Оле́г Никола́евич Чёрный (1931 — 1995) — советский и российский дипломат. Чрезвычайный и полномочный посол (1991).

## Биография
Окончил МГИМО МИД СССР.
- В 1956—1960 годах — сотрудник посольства СССР во Вьетнаме.
- В 1965—1969 годах — сотрудник посольства СССР во Алжире.
- В 1974—1978 годах — сотрудник посольства СССР в Сенегале.
- В 1986—1988 годах — заместитель заведующего 2-м, затем 3-м Африканским отделом МИД СССР.
- С 30 июня 1989 по 2 ноября 1992 года — чрезвычайный и полномочный посол СССР/Российской Федерации в Того[1][2].

## Дипломатический ранг
- Чрезвычайный и полномочный посол (19 февраля 1991)[3].